# Flushing (Michigan)
Flushing – miasto w Stanach Zjednoczonych, w stanie Michigan, w hrabstwie Genesee.